# John Louis Esposito
John Louis Esposito  (19 de maio de 1940) é um professor americano, perito em história das religiões e em particular da islâmica.
Esposito nasceu em Brooklyn, Nova York. Foi criado como católico em um bairro italiano no Brooklyn, tendo passado  uma década num mosteiro católico.
Durante quase vinte anos depois de completar seu doutorado, Esposito ensinou estudos religiosos (incluindo hinduísmo, budismo e islamismo) no Colégio da Santa Cruz, um colégio jesuíta em Massachusetts. Em Santa Cruz, Esposito , foi o director do Departamento de Estudos Religiosos e diretor do Centro de Estudos Internacionais. Na Universidade de Georgetown, Esposito ocupa o cargo de Professor Universitário e ensina  Religião e Assuntos Internacionais, assim como Estudos Islâmicos. Esposito também trabalha como cientista sênior no Centro Gallup Center para Estudos Islâmicos, tendo sido co-autor do livro " Who Speaks for  Islam?" , publicado em março de 2008.

Esposito fundou o Prince Alwaleed Bin Talal Center for Muslim-Christian Understanding (Centro Príncipe Alwaleed Bin Talal  de Entendimento Muçulmano-Cristão) na Universidade de Georgetown em 1993 e é seu diretor fundador. O centro recebeu em 2005 uma doação de 20 milhões de dólares  do príncipe saudita Alwaleed Bin Talal "para avançar na educação nos campos da civilização islâmica e no entendimento muçulmano-cristão e fortalecer sua presença como líder mundial na facilitação do diálogo intercultural e inter-religioso". 